# Jonathan Kinsler
Jonathan Kinsler (* 30. März 1929; † 26. Juli 2025) war ein US-amerikanischer Schauspieler und Sänger.

## Leben
Seine Schauspielausbildung absolvierte er in Berlin und New York. Musikalisch wurde er am Mannes College of Music und der Manhattan School of Music & Drama in New York ausgebildet. Theaterengagements führten ihn durchs In- und Ausland, an das Theater am Hechtplatz in Zürich, das Atelier-Theater Bern, das Mecklenburgische Staatstheater Schwerin, die Hamburger Kammerspiele sowie an das Deutsche Schauspielhaus in Hamburg.
Kinsler stand seit mehreren Jahrzehnten vor der Kamera. So war er z. B. in den Fernsehserien Sternensommer und Ron und Tanja zu sehen. 2006 drehte er für die Literaturverfilmung Neger, Neger, Schornsteinfeger! an der Seite von Veronica Ferres. Im Kino war er in Leon Bodens Rosenkavalier sowie den Filmen Chinese Boxes und Fluchtpunkt Berlin unter der Regie von Christopher Petit zu sehen.
Neben seiner Tätigkeit als Schauspieler wirkte er als Sprecher und Ausbilder in den Bereichen Stimm- und Sprachbildung, Schauspiel und Musik.

## Filmografie (Auswahl)
- 1980: Sternensommer
- 1984: Chinese Boxes
- 1987: Wenn’s nach mir ginge
- 1990: Ron und Tanja
- 1994: Liebling Kreuzberg
- 1997: Lamorte
- 1998: Männer sind wie Schokolade
- 1999: Tatort – Fluch des Bernsteinzimmers
- 2000: Aeon – Countdown im All
- 2002: Tal der Ahnungslosen
- 2006: Neger, Neger, Schornsteinfeger!
- 2007: Afrika – Wohin mein Herz mich trägt
- 2008: Das Traumschiff
- 2010: Auf den zweiten Blick
- 2017: Das Traumschiff: Tansania